# Matthews Arena
El Matthews Arena es un pabellón deportivo situado en Boston, Massachusetts, que es la cancha interior de hockey sobre hielo más antigua del mundo. Se abrió en 1910 en lo que ahora es el este del campus de la Northeastern University, y el actual dueño es la universidad. Es el estadio original del equipo de la NHL Boston Bruins, el equipo de la NBA Boston Celtics y el equipo de la WHA New England Whalers (actualmente el equipo de la NHL Carolina Hurricanes). Ha alojado en su totalidad o en parte el torneo de baloncesto masculino America East Conference en un total de siete ocasiones y albergó la Frozen Four de 1960. La cancha también sirvió como estadio original del torneo anual Beanpot, disputado entre los cuatro equipos universitarios de hockey.
El edificio fue más conocido como Boston Arena hasta 1979 cuando el alumno de la Northeastern George J. Matthews ayudó a financiar su remodelación. Matthews es también el lugar donde los equipos de hockey de Boston College, Boston University, Harvard, MIT, Northeastern University, Tufts University y el Wentworth Institute of Technology comenzaron.
Hoy en día, Matthews Arena es la sede de los equipos masculino y femenino de hockey y el masculino de baloncesto Northeastern Huskies, así como el equipo masculino de hockey del Wentworth Institute of Technology.
Actualmente, Northeastern está estudiando una inversión de 25 millones de dólares para dotar al estadio con instalaciones para personas de movilidad reducida así como para actualizar varios sistemas electrónicos dentro de la cancha. Gran parte del dinero sería destinada a la construcción de un centro al lado del Matthews para proveer espacio para oficinas para atletas y programación estudiantil. Las renovaciones, en caso de ser aprobadas, estarían completadas para la temporada 2009. Esta renovación incluiría la adición de aproximadamente cuatrocientos asientos de lujo.

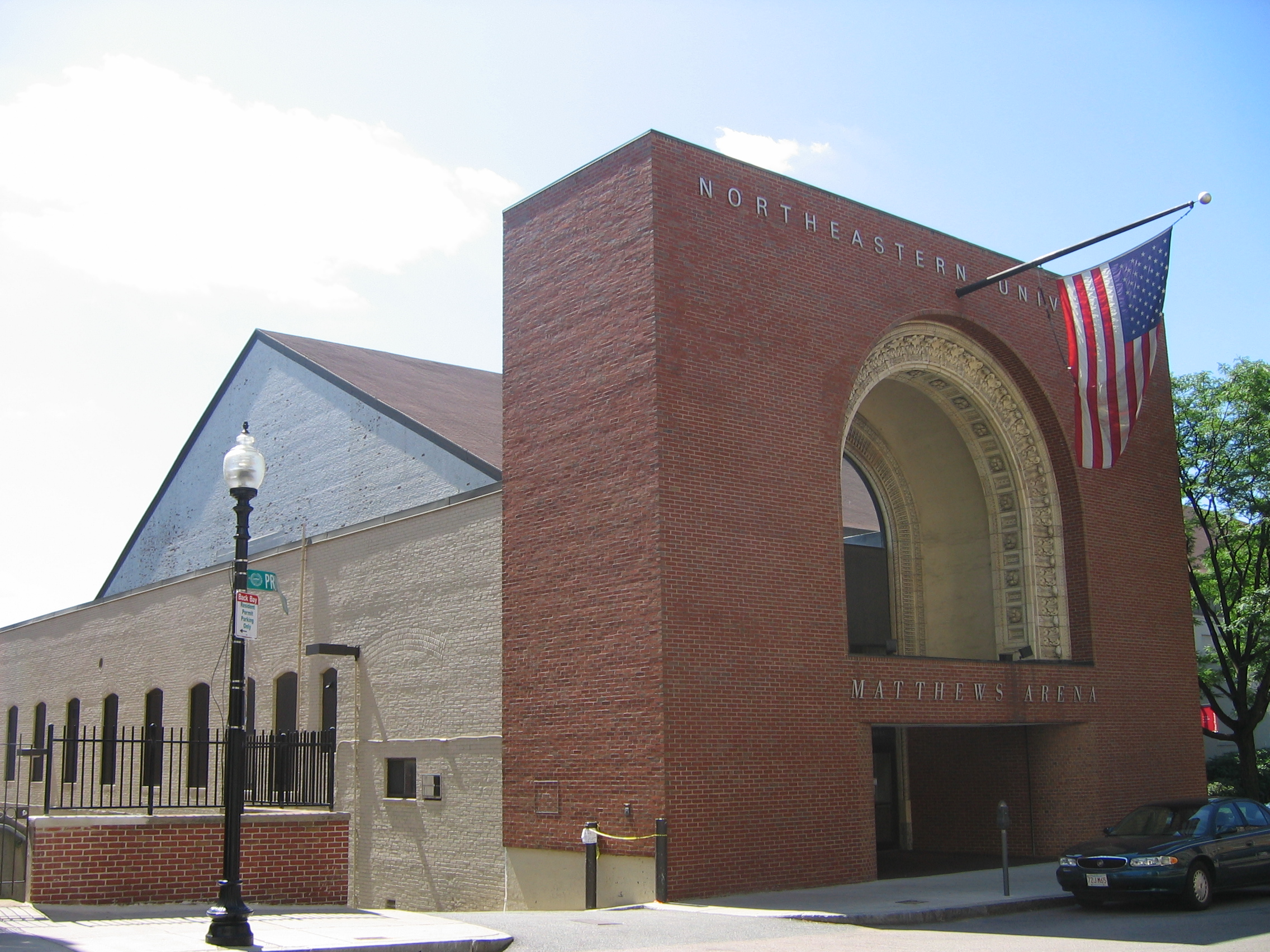
2008

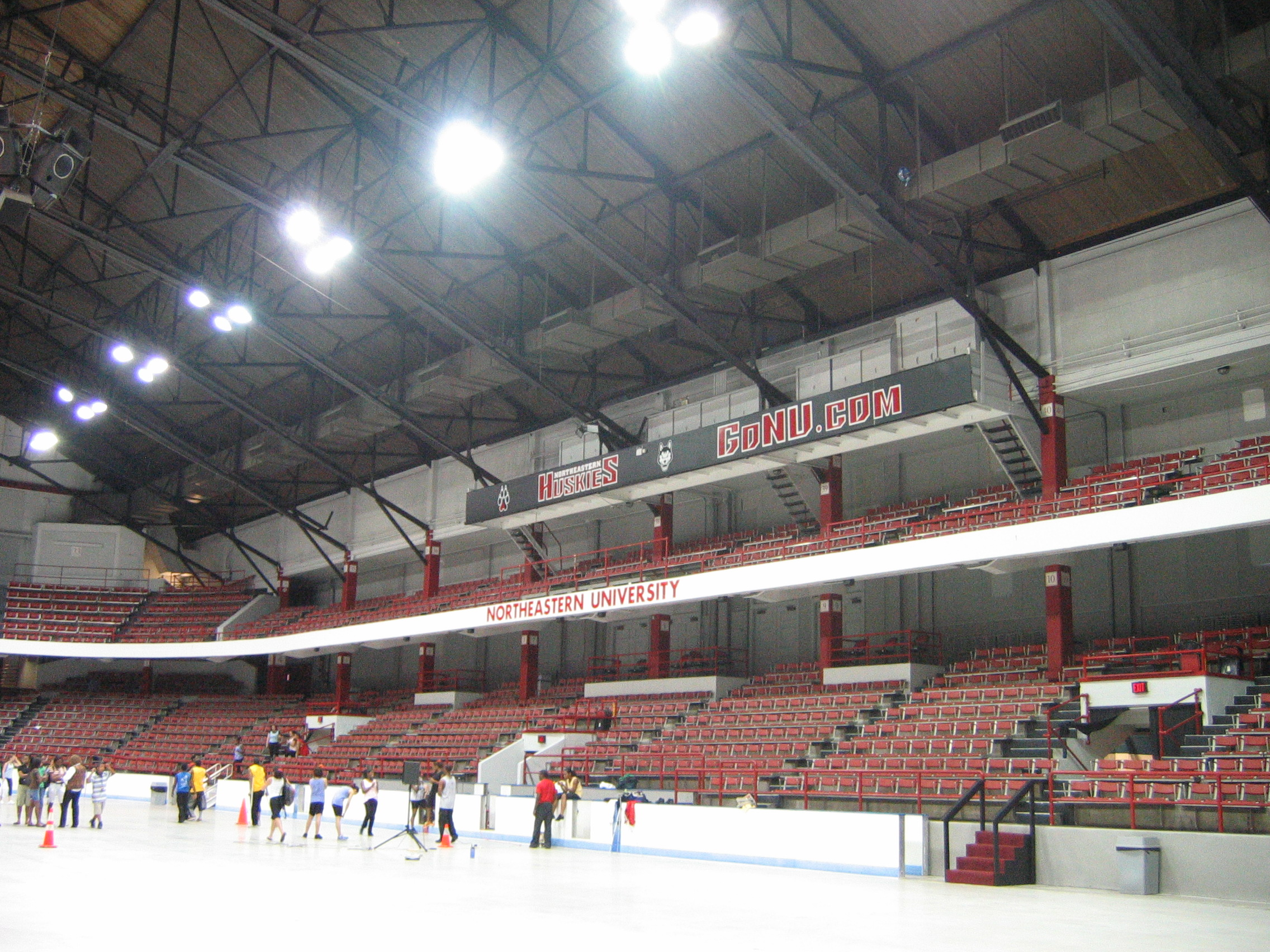
2008

| Predecesor: ninguno | Casa de los Boston Celtics 1946 - 1955      | Sucesor: Boston Garden           |
| Predecesor: ninguno | Casa de los Boston Bruins 1924 - 1928       | Sucesor: Boston Garden           |
| Predecesor: ninguno | Casa de los New England Whalers 1972 - 1973 | Sucesor: Eastern States Coliseum |

- Datos: Q919959
- Multimedia: Matthews Arena / Q919959